# Doroga
Doroga (Дорога) è un film del 1955 diretto da Aleksandr Borisovič Stoller.